# Décès en mai 2010
Décès
- 2006
- 2007
- 2008
- 2009
- 2010
- 2011
- 2012
- 2013
- 2014

Pour une information complémentaire, voir la page d'aide.

## Mai 2010
| Date    | Nom                            | Activités | Âge | Source |
| ------- | ------------------------------ | --- | --- | ------ |
| 1er mai | Danny Aiello III               | Cascadeur, réalisateur et acteur américain.                                                                  | 53  |        |
| 1er mai | Félix Ciccolini                | Sénateur de la Ve République et maire d'Aix-en-Provence de 1967 à 1978.                                      | 93  |        |
| 1er mai | Patrick Raynal                 | Humoriste français.                                                                                          | 83  |        |
| 1er mai | Helen Wagner                   | Actrice américaine, connue pour avoir joué dans le soap opera As the World Turns.                            | 91  |        |
| 2 mai   | Kama Chinen                    | Supercentenaire japonaise, doyenne de l'humanité.                                                            | 114 |        |
| 2 mai   | Moshe Hirsch                   | Rabbin antisioniste de Jérusalem et ministre des affaires juives de Yasser Arafat de 1995 à 2004.            | 79  |        |
| 2 mai   | Lynn Redgrave                  | Actrice britannique.                                                                                         | 67  |        |
| 3 mai   | Florencio Campomanes           | Politicien, joueur et arbitre d'échecs, Président de la Fédération internationale des échecs de 1982 à 1995. | 83  |        |
| 3 mai   | Mohammed Abed El Jabri         | Philosophe et idéologue marocain.                                                                            | 75  |        |
| 3 mai   | Jimmy Gardner                  | Acteur britannique.                                                                                          | 85  | (en)   |
| 4 mai   | Luigi Poggi                    | Cardinal italien.                                                                                            | 92  |        |
| 5 mai   | Giulietta Simionato            | Mezzo-soprano, cantatrice d'opéra italienne .                                                                | 99  |        |
| 5 mai   | Umaru Yar'Adua                 | Président de la République fédérale du Nigeria de Mai 2007 à sa mort.                                        | 58  |        |
| 6 mai   | Giacomo Neri                   | Footballeur international italien.                                                                           | 94  |        |
| 7 mai   | Walter Hickel                  | Gouverneur de l'Alaska de 1966 à 1969, et de nouveau de 1990 à 1994.                                         | 90  |        |
| 8 mai   | Andor Lilienthal               | Grand maître hongrois du jeu d'échecs.                                                                       | 99  |        |
| 8 mai   | Giuseppe Ogna                  | Coureur cycliste italien.                                                                                    | 76  |        |
| 9 mai   | Abdelaziz Meziane Belfkih      | Conseiller du roi du Maroc Mohammed VI                                                                       | 66  |        |
| 9 mai   | Erica Blasberg                 | Golfeuse américaine                                                                                          | 25  |        |
| 9 mai   | Raymond Bouchex                | Archevêque émérite d'Avignon                                                                                 | 83  |        |
| 9 mai   | Lena Horne                     | Actrice de films musicaux et chanteuse de jazz, de chanson populaire américaine                              | 92  |        |
| 10 mai  | Frank Frazetta                 | Dessinateur américain d'héroïc-fantasy et de science-fiction                                                 | 82  |        |
| 10 mai  | Daniel Janin                   | Compositeur et musicien autodidacte français                                                                 | 78  |        |
| 13 mai  | Georges Calmettes              | Footballeur français                                                                                         | 67  |        |
| 14 mai  | Jean Robinet                   | Écrivain français                                                                                            | 97  |        |
| 14 mai  | Frederik van Zyl Slabbert      | Homme politique afrikaner sud-africain, pionnier de la lutte anti apartheid en Afrique du Sud                | 70  |        |
| 15 mai  | Loris Kessel                   | Pilote automobile suisse                                                                                     | 60  |        |
| 15 mai  | John Shepherd-Barron           | Inventeur du distributeur automatique de billets                                                             | 84  |        |
| 16 mai  | Oswaldo López Arellano         | Président du Honduras de 1963 à 1971 et de 1972 à 1975.                                                      | 89  |        |
| 16 mai  | Philippe Bertrand              | Dessinateur de bande-dessinée, Illustrateur et auteur français                                               | 61  |        |
| 16 mai  | Ronnie James Dio               | Chanteur américain de heavy metal                                                                            | 67  |        |
| 16 mai  | Hank Jones                     | Pianiste de jazz américain                                                                                   | 91  |        |
| 16 mai  | Khattiya Sawasdipol            | Général thaïlandais                                                                                          | 58  |        |
| 17 mai  | François Ceyrac                | Président du Conseil national du patronat français de 1972 à 1981                                            | 97  |        |
| 17 mai  | Richard Gregory                | Psychologue et neuropsychologue de l'université de Bristol                                                   | 86  |        |
| 17 mai  | Yvonne Loriod                  | Pianiste française, veuve d'Olivier Messiaen                                                                 | 86  |        |
| 17 mai  | Pierre Marion                  | Haut fonctionnaire français ancien directeur de la Direction générale de la Sécurité extérieure              | 89  |        |
| 17 mai  | Bobbejaan Schoepen             | Chanteur-guitariste, parodiste et acteur belge                                                               | 85  |        |
| 17 mai  | Walasse Ting                   | Peintre chinois                                                                                              | 80  |        |
| 18 mai  | Abdallah Farghali              | Acteur égyptien                                                                                              | 82  |        |
| 18 mai  | Edoardo Sanguineti             | Poète et écrivain italien                                                                                    | 79  |        |
| 19 mai  | Martin Cohan                   | Producteur de télévision, scénariste et réalisateur américain                                                | 77  |        |
| 19 mai  | Robert Laffont                 | Éditeur littéraire français, fondateur des Éditions Robert Laffont                                           | 93  |        |
| 20 mai  | Gesang Martohartono            | Auteur-compositeur-interprète indonésien                                                                     | 92  | (en)   |
| 21 mai  | Maurice Chauvet                | Français libre, membre des Commandos Kieffer                                                                 | 91  |        |
| 21 mai  | Alain Ollivier                 | Metteur en scène et acteur français                                                                          | 72  |        |
| 21 mai  | Robert Gordon Rogers           | Homme politique canadien                                                                                     | 90  | (en)   |
| 22 mai  | Martin Gardner                 | Grand spécialiste des mathématiques récréatives                                                              | 95  |        |
| 22 mai  | Michel Mongeau                 | Joueur de hockey sur glace canadien                                                                          | 45  |        |
| 22 mai  | Alain Métayer                  | Sculpteur français, grand Prix de Rome en 1953                                                               | 84  |        |
| 23 mai  | Simon Monjack                  | Scénariste britannique et veuf de Brittany Murphy                                                            | 39  |        |
| 23 mai  | Marianna O'Gallagher           | Femme de lettres et religieuse canadien                                                                      | 81  |        |
| 23 mai  | Leonida Gueorguievna de Russie | Princesse de Géorgie, épouse du grand-duc de Russie Vladimir Kirillovitch, prétendant au trône de Russie.    | 95  |        |
| 24 mai  | Paul Gray                      | Bassiste du groupe de nu metal Slipknot                                                                      | 38  |        |
| 24 mai  | Petr Muk                       | Chanteur tchèque                                                                                             | 45  |        |
| 24 mai  | Anneliese Rothenberger         | Soprano allemande                                                                                            | 85  |        |
| 25 mai  | Pino Daeni                     | Illustrateur et peintre italo-américain                                                                      | 70  | (en)   |
| 25 mai  | Siphiwo Ntshebe                | Chanteur d'opéra de la cérémonie d'ouverture du Mondial de football sud-africain                             | 34  |        |
| 26 mai  | Leo Canjels                    | Footballeur et entraineur néerlandais                                                                        | 77  |        |
| 26 mai  | Art Linkletter                 | Animateur télé à la télévision américaine, acteur et producteur canadien                                     | 97  |        |
| 27 mai  | Talip Özkan                    | Musicien, joueur de saz et de tanbur turc                                                                    | 70  | (tr)   |
| 28 mai  | Gary Coleman                   | Acteur, producteur et scénariste américain, célèbre pour avoir joué dans la série télévisée Arnold et Willy  | 42  |        |
| 28 mai  | André Degaine                  | Historien du théâtre et critique dramatique français                                                         | 83  |        |
| 28 mai  | Christian Quidet               | Journaliste sportif français                                                                                 | 77  |        |
| 29 mai  | Dennis Hopper                  | Acteur, réalisateur, poète, peintre et photographe américain                                                 | 74  |        |
| 30 mai  | Aryeh Eliav                    | Homme politique israélien                                                                                    | 89  |        |
| 30 mai  | Denis Wielemans                | Batteur du groupe de rock belge Girls in Hawaii                                                              | 27  |        |
| 31 mai  | Louise Bourgeois               | Artiste sculpteur, plasticienne française                                                                    | 98  |        |
| 31 mai  | Jean Le Couteur                | Architecte français                                                                                          | 93  |        |
| 31 mai  | Benjamin Lees                  | Compositeur américain                                                                                        | 86  |        |